# Kukavičko Jezero
Kukavičko Jezero är en sjö i Bosnien och Hercegovina.   Den ligger i entiteten Federationen Bosnien och Hercegovina, i den centrala delen av landet, 80 km väster om huvudstaden Sarajevo. Kukavičko Jezero ligger 1 203 meter över havet.
Omgivningarna runt Kukavičko Jezero är en mosaik av jordbruksmark och naturlig växtlighet. Runt Kukavičko Jezero är det ganska tätbefolkat, med 93 invånare per kvadratkilometer.